# Josef Kusznir
Josef Kusznir (hebr.: יוסף קושניר, ang.: Yosef Kushnir, ur. 15 listopada 1900 w Imperium Rosyjskim, zm. 6 stycznia 1983) – izraelski polityk, w latach 1960–1961 oraz 1962–1965 poseł do Knesetu.

## Życiorys
Urodził się 15 listopada 1900 w Imperium Rosyjskim. W 1922 wyemigrował do stanowiącej brytyjski mandat Palestyny.
Ukończył prawo w Jerozolimskiej Szkole Prawniczej, pracował w zawodzie.
Był jednym z przywódców Poalej Syjon – Lewicy i ugrupowań marksistowskich w Palestynie. W 1945 dołączył do partii robotniczej Ha-Szomer Ha-Cair, a po jej zjednoczeniu z Achdut ha-Awoda – Poalej Syjon został działaczem Mapam. Był członkiem władz partii w Hajfie oraz jej komitetu centralnego. W latach 1950–1955 zasiadał w radzie miejskiej Hajfy, był także przewodniczącym związku prawników w tym mieście.
Bezskutecznie kandydował w wyborach w 1959, ostatecznie jednak wszedł w skład czwartego Knesetu 10 lipca 1960 zastępując Chajjima Jehudę. Zasiadał w komisjach konstytucyjnej, prawa i sprawiedliwości oraz budownictwa. Nie uzyskał reelekcji w wyborach w 1961, ale 24 października 1962 zastąpił Chanana Rubina wchodząc w skład Knesetu piątej kadencji. Zasiadał w komisjach edukacji i kultury oraz konstytucyjnej, prawa i sprawiedliwości. W wyborach w 1965 utracił miejsce w parlamencie.
Zmarł 6 stycznia 1983.